# Львов, Михаил Лаврентьевич
Михаил Лаврентьевич Львов (1757 — 27 июня 1825, Москва) — капитан 1-го ранга, затем генерал-майор флота, участник Отечественной войны 1812 года.

## Семья
Представитель брянского рода Львовых. Сын смоленского губернского прокурора Лаврентия Иосифовича. Его братья: Илья, Сергей (1740—1812, генерал от инфантерии, командир Белорусского егерского корпуса), Василий (1741—?, премьер-майор, малоярославецкий уездный предводитель дворянства), Андрей (1751—1823, генерал-лейтенант, тайный советник).
Состоял в браке с Анной Егоровной Замятиной (1765—1826). Из сыновей Андрей был генерал-майором, а Дмитрий — камергером. Дочь Евдокия (1791—1871) была замужем (с 18 апреля 1820 года) за Н. М. Шидловским.

## Карьера
В 1770 году поступил в Морской кадетский корпус и 2 мая 1775 года произведён в гардемарины. Выпущен из корпуса 21 апреля 1777 года мичманом в Балтийский флот.
В 1778 году командирован в Англию «для усовершенствования в морской практике». По возвращении в Кронштадт весной 1780 года был 21 апреля произведён в лейтенанты. 1 мая 1788 года получил чин капитан-лейтенанта и назначен командиром фрегата «Святой Марк», на котором участвовал в войне со шведами. Отличился в сражении у Гогланда, после чего был переведён в Черноморский флот и определён генеральс-адъютантом к князю Г. А. Потемкину-Таврическому.
7 апреля 1789 года назначен командиром новопостроенного фрегата «Святой Николай», с которым находился при бомбардировке турецкой крепости Гаджибей и при высадке десанта у Аккермана в Днестровском лимане; за отличие в этой кампании награждён орденом св. Владимира 4-й степени с бантом. В 1790 году, состоя в эскадре контр-адмирала Ф. Ф. Ушакова, Львов участвовал в сражениях с турецким флотом в Керченском проливе и у острова Тендра. 15 сентября того же года был награждён орденом св. Георгия 4-й степени (№ 403 по кавалерскому списку Судравского и № 756 по списку Григоровича — Степанова)
За отличную храбрость, оказанную в сражении 28 и 29 августа 790 года, когда Черноморский флот одержал знаменитую победу
В 1791 году Львов находился в сражении у мыса Калиакрия, где был ранен обломками корабельной реи в шею и левое плечо, за это сражение он 1 декабря 1792 года был удостоен золотой шпаги с надписью «За храбрость».
16 декабря 1793 года произведён в капитаны 2-го ранга, 1 января 1796 года получил чин капитана 1-го ранга и переведён в Балтийский флот, где назначен командиром корабля «Три иерарха». 5 апреля 1797 года произведён в капитан-командоры.
19 февраля 1798 года Львов за болезнью от старых ран был уволен в отставку, мундиром и полным пенсионом. В отставке он находился до 19 февраля 1803 года, когда был принят советником в Московскую контрольную экспедицию, 9 декабря 1803 года произведён в генерал-майоры флота. В 1806 году вновь вышел в отставку и проживал в своём имении в Калужской губернии.
В феврале 1807 года назначен тысячным начальником земского войска Калужской губернии. По опубликовании в 1812 году Манифеста о созыве внутреннего ополчения Львов был избран предводителем ополчения Медынского уезда назначен командовать 3-м сводным пешим полком из ополченцев Калужской губернии.
На Львова было возложено несение сторожевой службы на северных границах Калужской губернии и осенью 1812 года он отразил нападения французских фуражиров на деревни Гнездилово, Дулево и на село Пятницкое и истребил несколько мародерских шаек, вторгшихся за линию кордонов в Медынском уезде. Затем он занимался очищением от отставших и бродячих групп неприятеля южных уездов Смоленской губернии, был ранен при занятии Могилёва и за отличие награждён орденом св. Владимира 3-й степени.
По выходе русской армии на границу империи и окончательном изгнании французов Львов оставил войска и уехал в Москву, в июне 1813 года окончательно вышел в отставку. Среди прочих наград Львов имел орден св. Анны 2-й степени с алмазными знаками.
Скончался 27 июня 1825 года в Москве, похоронен на кладбище Донского монастыря.